# Yaodong

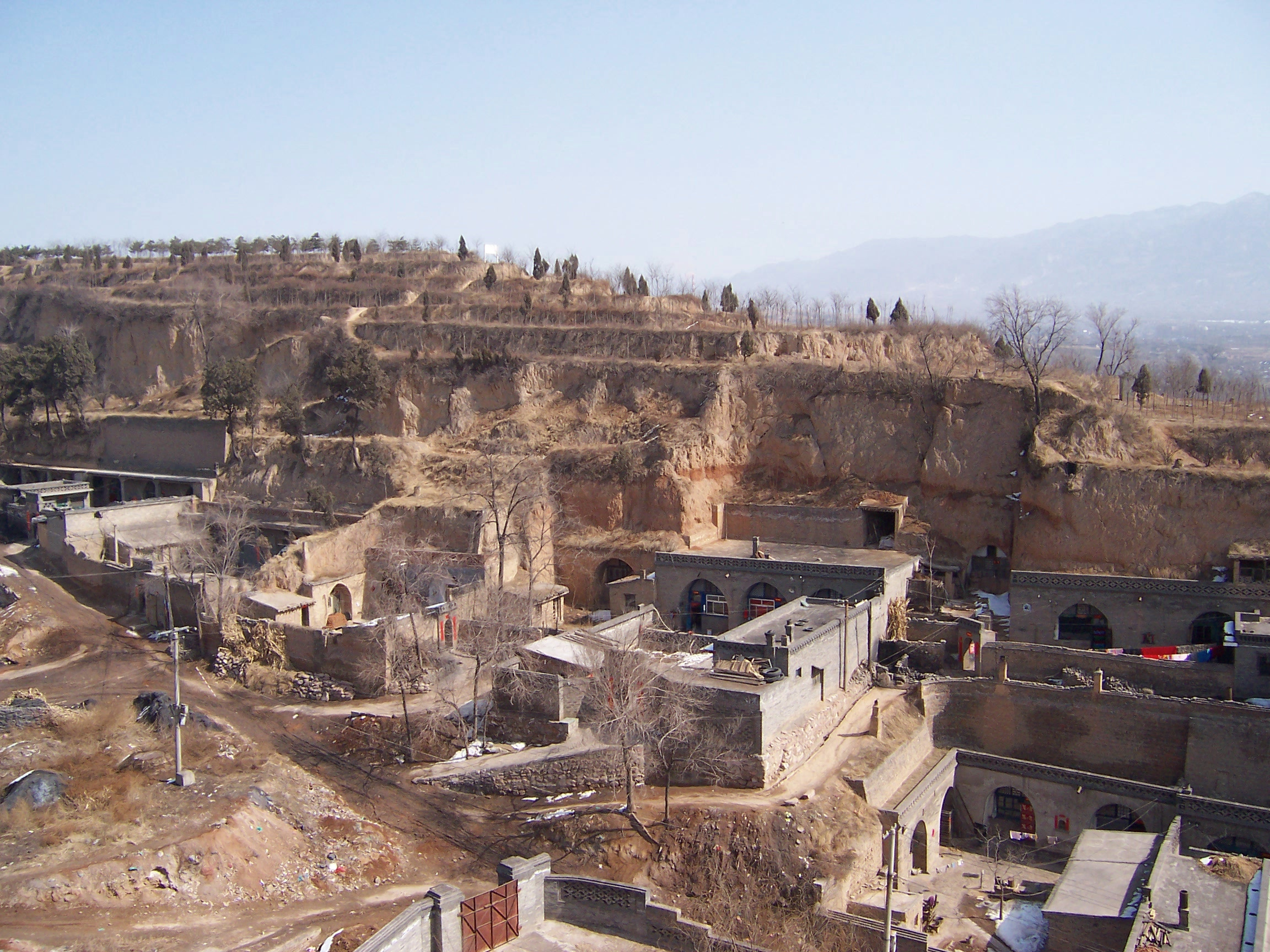
Tradizionali case delle caverne nello Shanxi

Una yaodong (窑洞S, yáodòngP) o "casa delle caverne" è una particolare costruzione usata come abitazione, comune nell'altopiano del Loess nel nord della Cina. Sono generalmente costruite sulle colline o scavate orizzontalmente da un cortile sotterraneo centrale.
La terra che circonda lo spazio interno funge da isolante mantenendo l'interno della struttura caldo nelle stagioni fredde e fresco nelle stagioni calde.

## Tipologie

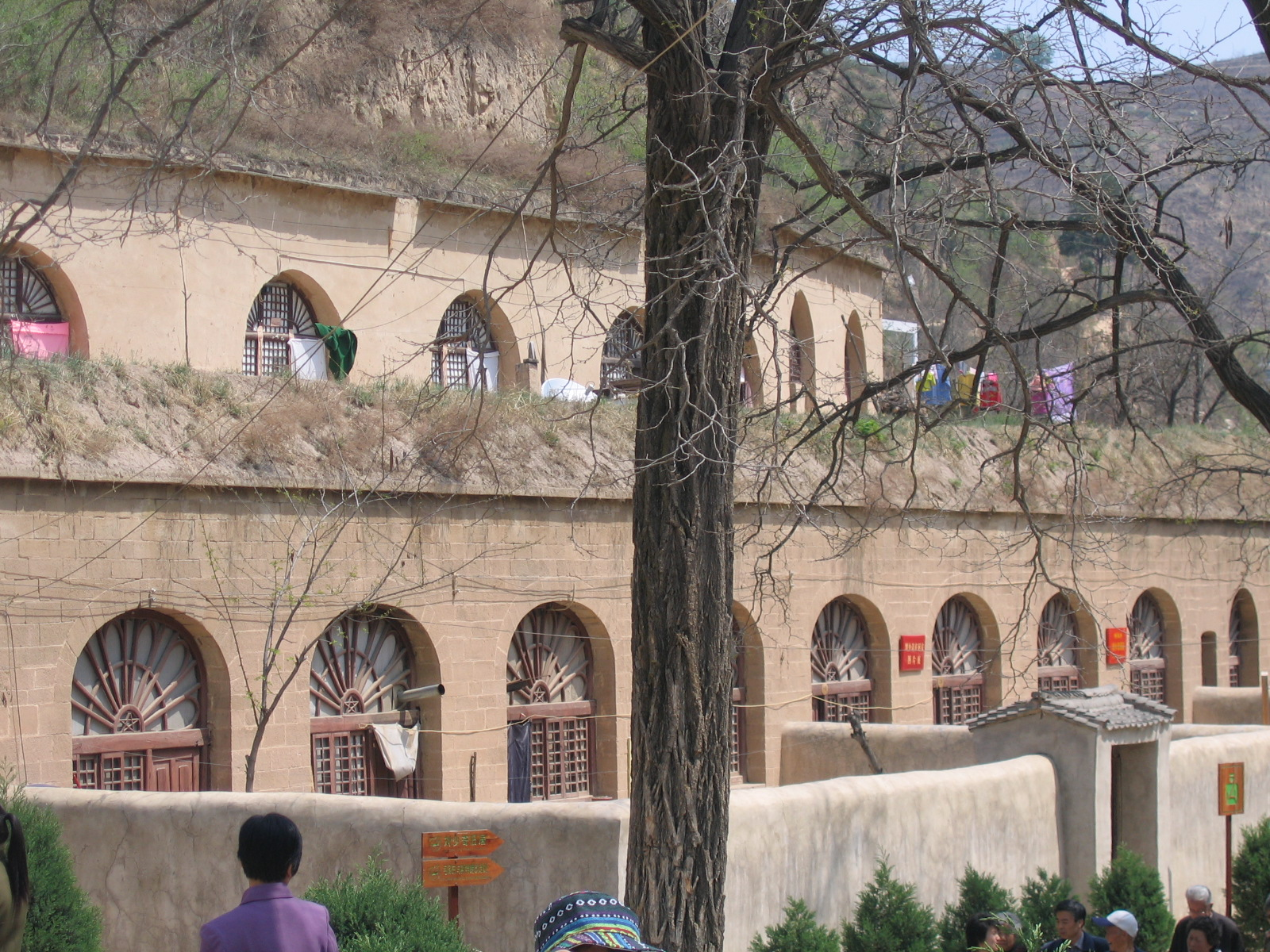
Città caverna a Yan'an

Il paesaggio dell'altopiano del Loess è molto complicato con valli, pendii e creste. Al fine d'evitare il vento e utilizzare la luce solare e l'acqua, la maggior parte delle yaodong sono costruite lungo i lati di scogliere e valli per conformarsi al terreno formandone di tre tipi.

### Yaodong di scogliera
Le yaodong di scogliera (靠崖窑S, kàoyáyáoP) sono le più comuni tra tutti i tipi. Vengono scavate caverne nella scogliera con il piano rettangolare e la sommità arcuata, di fronte alla caverna si trova uno spazio aperto per l'illuminazione e la ventilazione. In base al numero di cavità, queste yaodong possono essere suddivise in tipologia a tre fori, due fori o foro singolo. Un classico esempio di esse è la città di Yan'an.

### Yaodong sotterranea

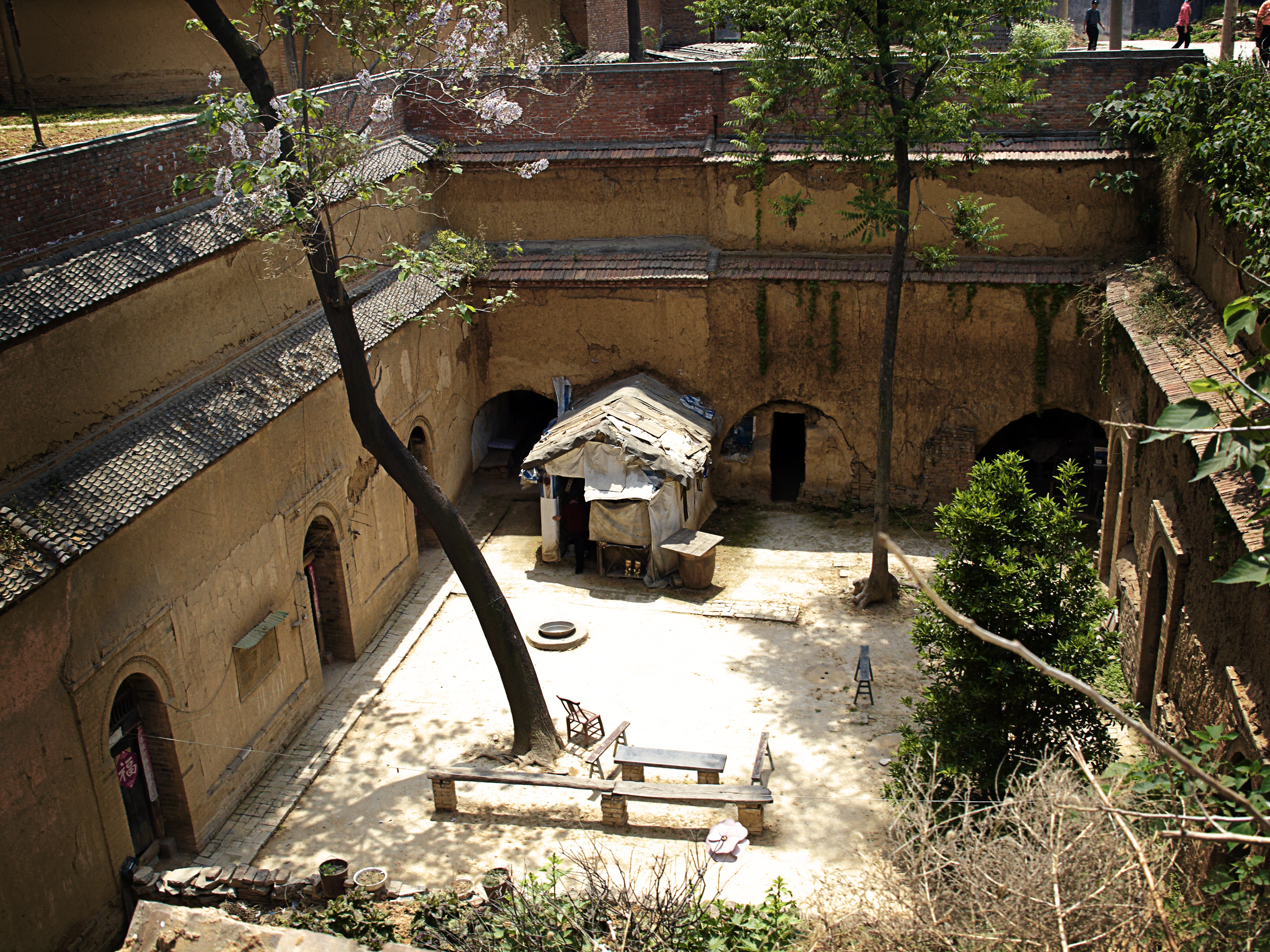
Cortile di una yaodong sotterranea

Le yaodong sotterranee (地坑窑S, dìkēngyáoP) vengono scavate attorno ad uno scavo che conduce in superficie e che funge da cortile interno. A causa dell'assenza di colline e burroni nell'altopiano del Loess, viene scavata una fossa quadrata e successivamente vengono scavate le caverne orizzontalmente sulle quattro pareti per creare il cortile sotterraneo. Ci sono due tipi di yaodong sotterranee in base alla forma dell'ingresso che può essere pendente o piano, entrambe aventi lo scavo del cortile interno su terreno pianeggiante. In caso la yaodong sia circondata da terreno pianeggiante la pendenza viene usata per entrare e uscire dal cortile, alternativamente in caso di presenza di una scogliera o un pendio ripido vicino alla yaodong può essere effettuato uno scavo attraverso la scogliera o il pendio per creare un corridoio e raggiungere orizzontalmente il cortile.

### Yaodong circolare
Le yaodong circolari (箍窑S, gūyáoP) chiamate anche yaodong indipendenti sono il tipo più prezioso considerando le sue tecniche di costruzione. Nelle zone residenziali tradizionali dell'Henan occidentale, le yaodong circolari appaiono dove non ci sono le condizioni per la costruzione di caverne. Solitamente sono costruite parzialmente o totalmente all'aperto con una struttura ad arco ispirata alle abitazioni sotterranee. L'alto arco della struttura e le alte finestre permettono di massimizzare la radiazione solare.

## Origini
I primi tipi di yaodong erano abitazioni sotterranee risalenti al II millennio a.C., età del bronzo cinese, durante la dinastia Xia. Gli studiosi cinesi stimano che questo tipo di abitazione si sia sviluppato dalla dinastia Han (206 a.C. – 220), con un progressivo miglioramento delle tecniche di costruzione durante le dinastie Sui (581 – 618) e Tang (618 – 907) raggiungendo l'apice di costruzione durante le dinastie Ming (1368 – 1644) e Qing (1644 – 1912).

## Distribuzione geografica

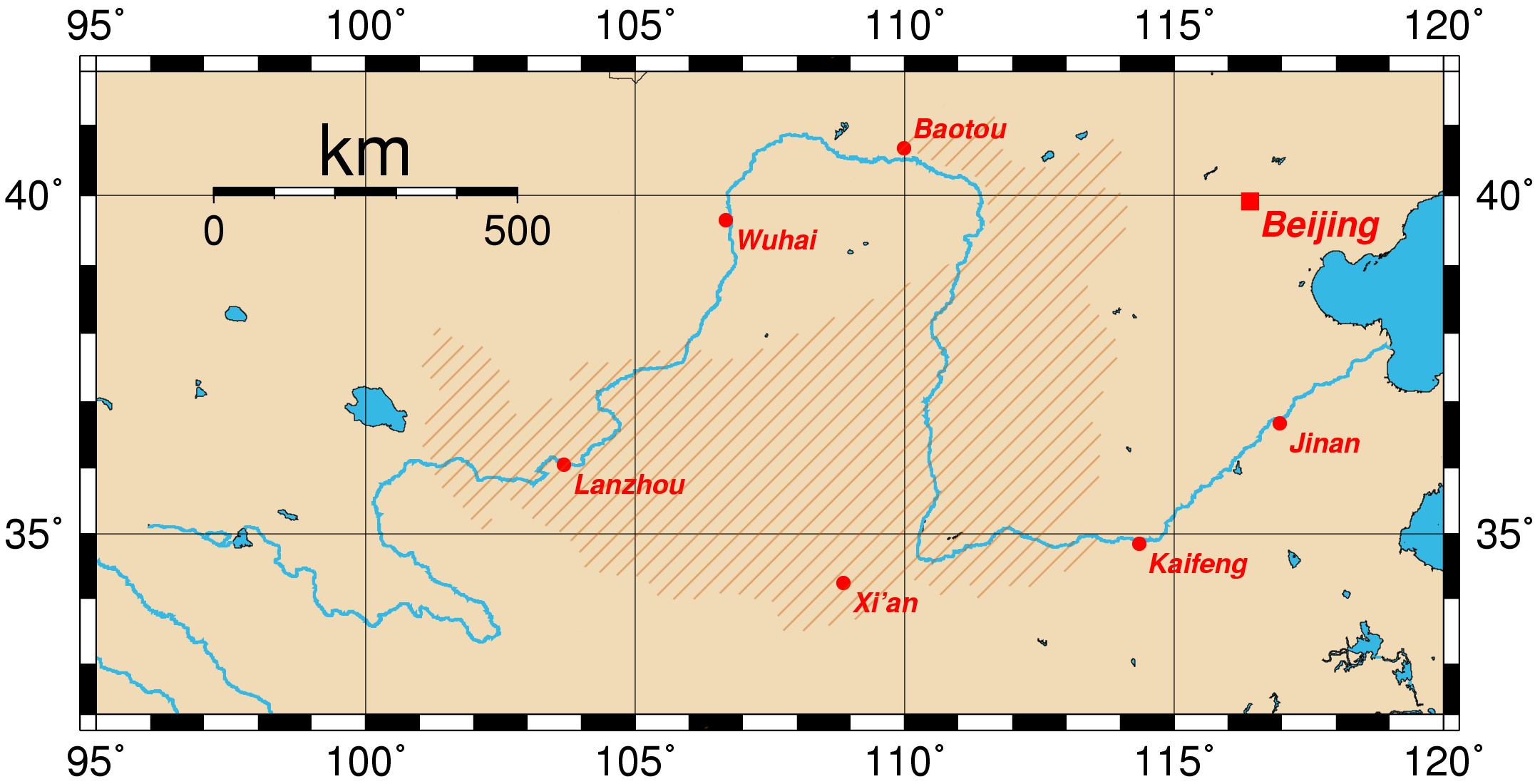
L'altopiano del Loess (area tratteggiata) e la valle del Fiume Giallo

Le abitazioni yaodong sono comuni nell'altopiano del Loess, principalmente nelle province di Gansu, Shanxi, Henan e nella regione autonoma Ningxia. Nella regione Qingyang si trova il più alto numero di abitazioni yaodong della Cina.

## Costruzione
Le yaodong più elaborate possono avere la facciata costruita con pietre e motivi raffinati scolpiti sulla superficie e possono essere costruite con pietre o mattoni come costruzioni autonome. Le pareti interne sono solitamente intonacate con calce per renderle bianche. I processi di costruzione dei diversi tipi di yaodong si differenziano tra loro.
Per le yaodong di scogliera la struttura principale è formata dal suolo stesso mentre l'interno è rinforzato col legno, con travi e colonne a sostenere il carico formando una struttura che garantisce che la caverna non collassi. Il metodo comune per questo processo di costruzione consiste nell'usare la pietra e l'argilla.